# Taedong
Il Taedong (대동강?, 大同江?, Taedong-gangLR) è un fiume che scorre in Corea del Nord, lungo 439 km e generalmente profondo. Questo fiume attraversa la capitale Pyongyang. È il quinto fiume più lungo della Corea e il secondo della Corea del Nord. Grazie alla sua profondità è usato per il trasporto fluviale e può essere navigato anche da grandi navi.
Secondo una leggenda popolare, il fiume fu venduto dal truffatore Kim Seondal a un ricco possidente terriero; la vicenda è stata successivamente trasposta nel film del 2016 Bongyi Kim Seondal.

## Foto del fiume

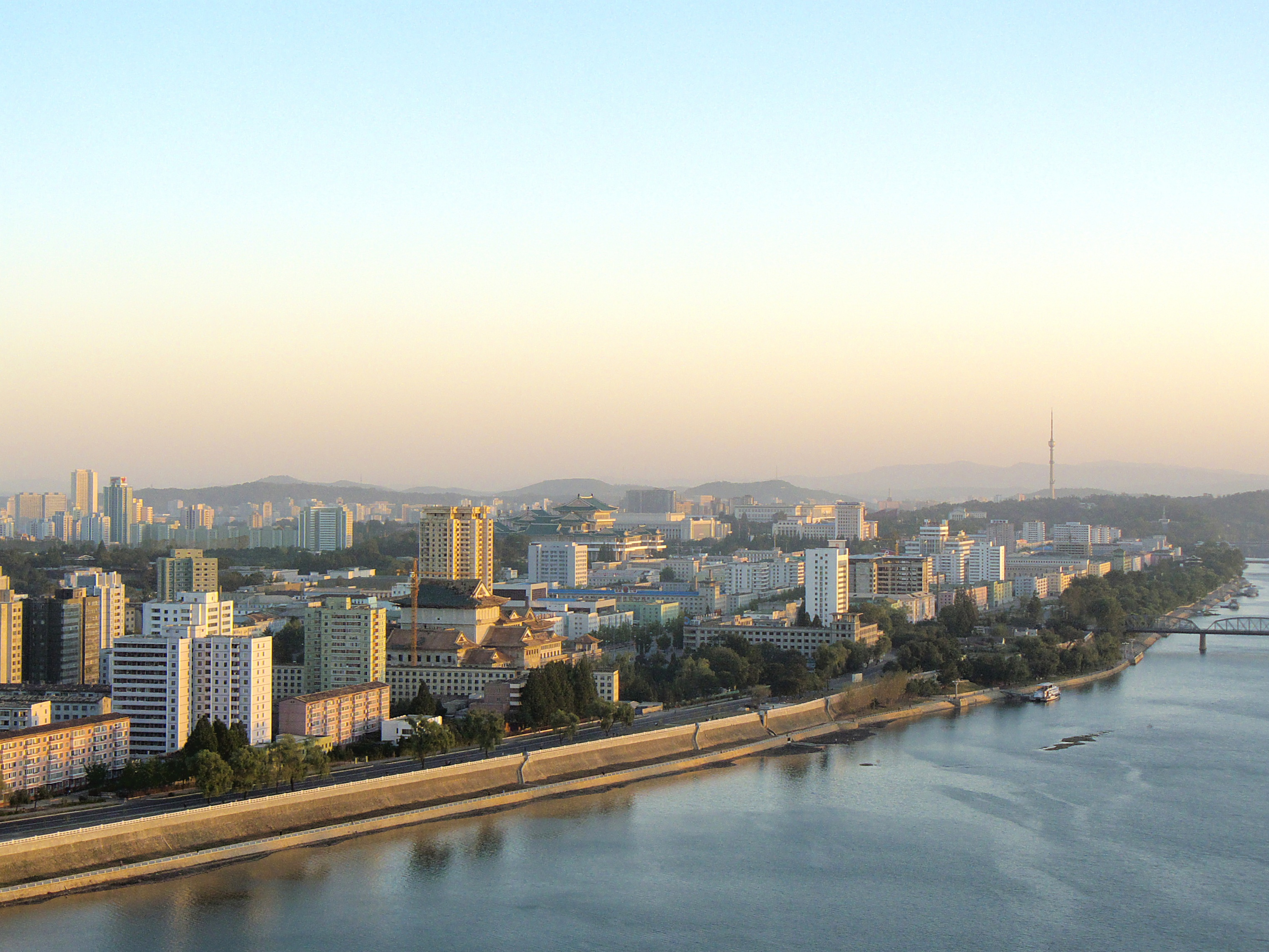
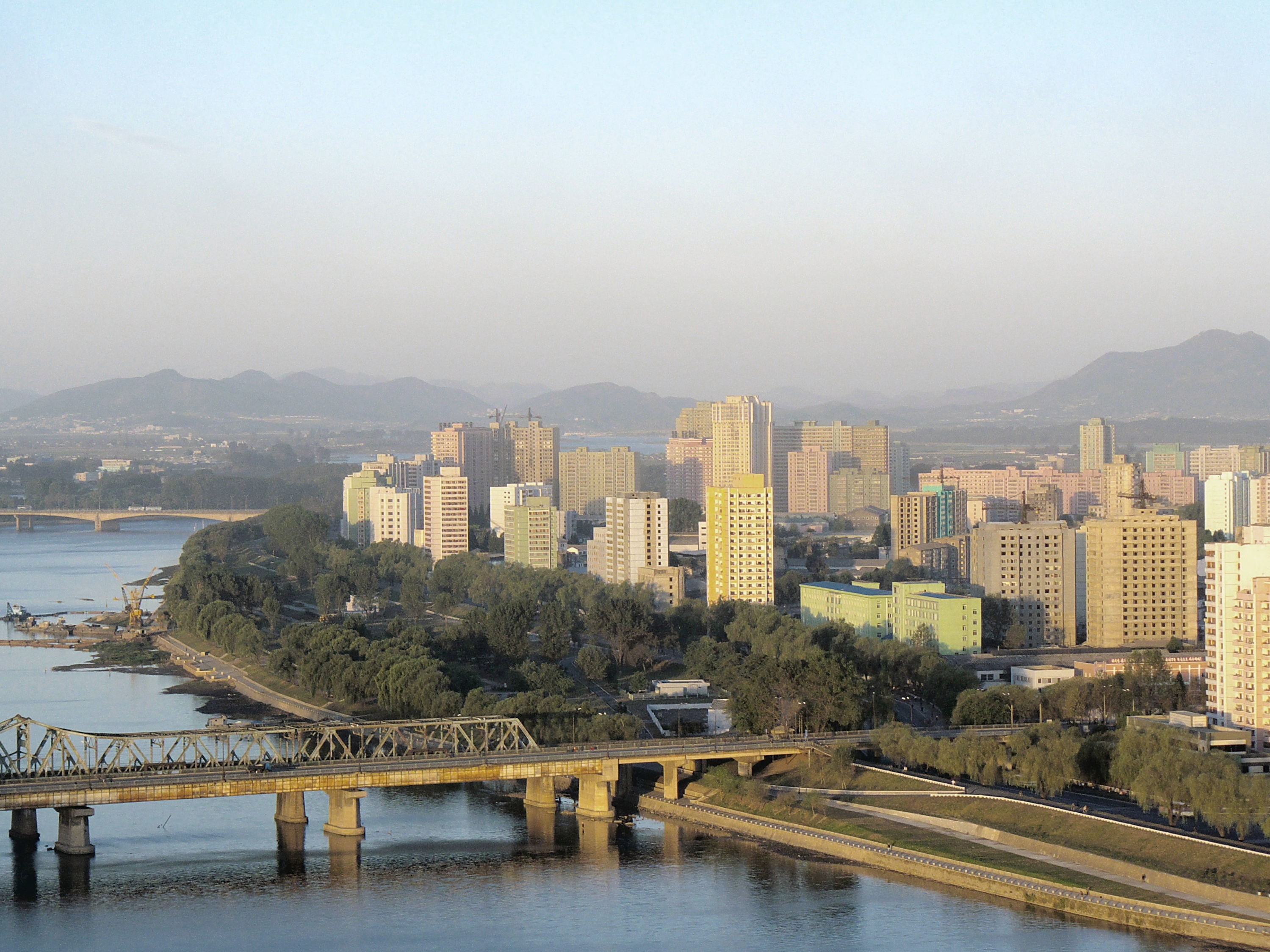
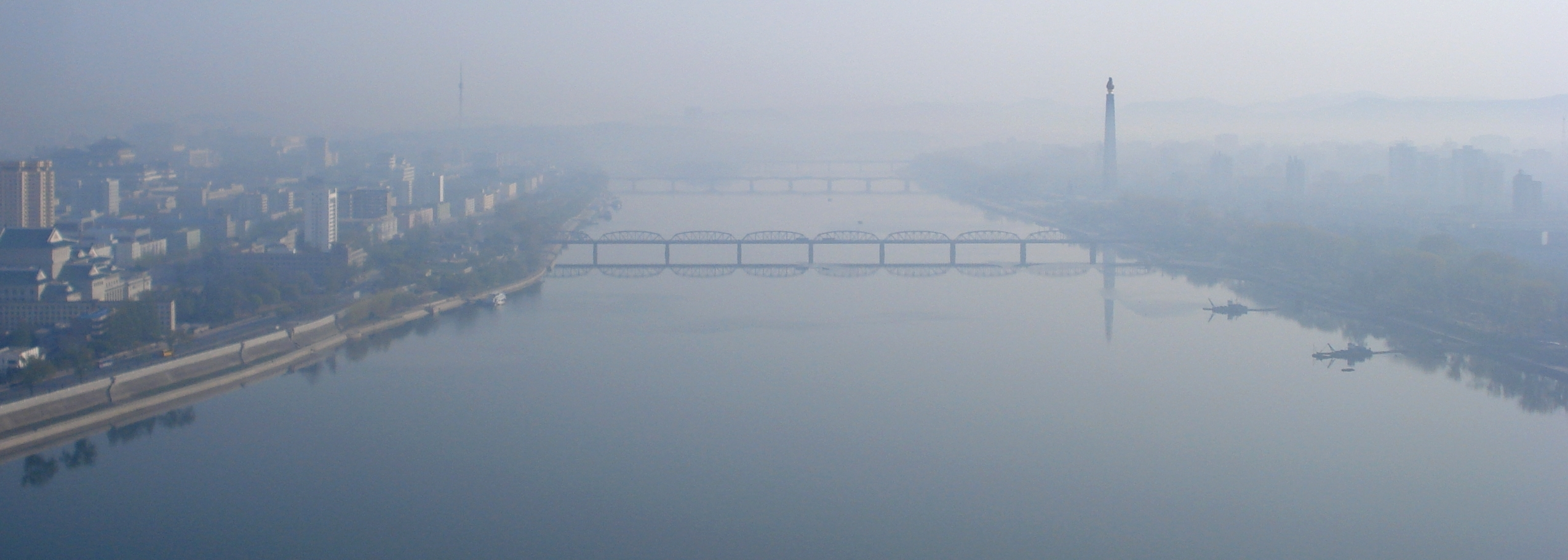
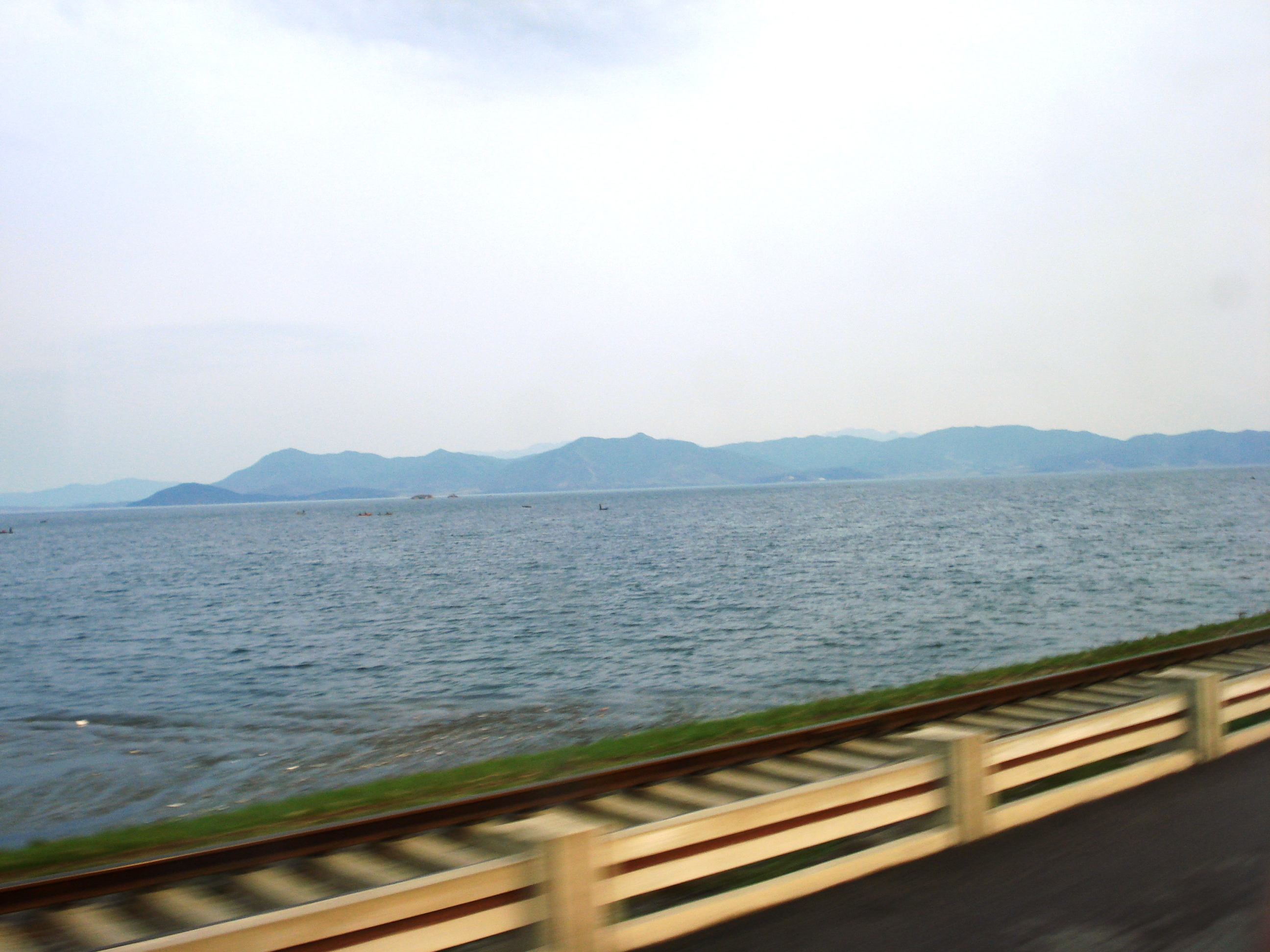